# Pepin County
Das Pepin County ist ein County im US-amerikanischen Bundesstaat Wisconsin. Im Jahr 2020 hatte das County 7318 Einwohner und eine Bevölkerungsdichte von 12,2 Einwohnern pro Quadratkilometer. Der Verwaltungssitz (County Seat) ist Durand, das nach Miles Durand Prindle, einem frühen Siedler in diesem Gebiet, benannt wurde.

## Geografie
Das County liegt im Westen Wisconsins an der Mündung des Chippewa River in den Mississippi, der die Grenze zu Minnesota bildet. Es hat eine Fläche von 644 Quadratkilometern, wovon 42 Quadratkilometer Wasserfläche sind. An das Pepin County grenzen folgende Nachbarcountys:
| Pierce County              | Dunn County    |                   |
| Goodhue County (Minnesota) |                | Eau Claire County |
| Wabasha County (Minnesota) | Buffalo County |                   |

## Geschichte
Das Pepin County wurde 1858 aus Teilen des Dunn County gebildet. Benannt wurde es nach den französischen Eroberern Pierre und Jean Pepin du Chardonnets.

## Bevölkerung
Nach der Volkszählung im Jahr 2010 lebten im Pepin County 7469 Menschen in 3017 Haushalten. Die Bevölkerungsdichte betrug 12,4 Einwohner pro Quadratkilometer. In den 3017 Haushalten lebten statistisch je 2,43 Personen.
Ethnisch betrachtet setzte sich die Bevölkerung zusammen aus 98,1 Prozent Weißen, 0,5 Prozent Afroamerikanern, 0,3 Prozent amerikanischen Ureinwohnern, 0,3 Prozent Asiaten sowie aus anderen ethnischen Gruppen; 0,7 Prozent stammten von zwei oder mehr Ethnien ab. Unabhängig von der ethnischen Zugehörigkeit waren 1,5 Prozent der Bevölkerung spanischer oder lateinamerikanischer Abstammung.
22,4 Prozent der Bevölkerung waren unter 18 Jahre alt, 57,5 Prozent waren zwischen 18 und 64 und 20,1 Prozent waren 65 Jahre oder älter. 49,5 Prozent der Bevölkerung waren weiblich.
Das jährliche Durchschnittseinkommen eines Haushalts lag bei 49.544 USD. Das Pro-Kopf-Einkommen betrug 24.436 USD. 10,5 Prozent der Einwohner lebten unterhalb der Armutsgrenze.

## Ortschaften im Pepin County
City
- Durand

Villages
- Pepin
- Stockholm

Census-designated place (CDP)
- Arkansaw

Andere Unincorporated Communities
| - Barry Corner - Devils Corner - Ella | - Hawkins Corner - Lakeport - Lima | - Lund1 - Porcupine - Tarrant |

1 – teilweise im Pierce County

## Gliederung
Das Pepin County ist in acht Towns eingeteilt:
| Town               | Einwohner (2010) | FIPS     |
| ------------------ | ---------------- | -------- |
| Town of Albany     | 676              | 55-00800 |
| Town of Durand     | 742              | 55-21250 |
| Town of Frankfort  | 343              | 55-27175 |
| Town of Lima       | 702              | 55-44075 |
| Town of Pepin      | 721              | 55-61950 |
| Town of Stockholm  | 197              | 55-77500 |
| Town of Waterville | 831              | 55-84025 |
| Town of Waubeek    | 423              | 55-84100 |